# エス・テー・デュポン
エス・テー・デュポン（S.T. Dupont）はフランスの高級万年筆、ライター、装身具メーカー。特にライターが有名。名称は創業者の名にちなむ。日本のエステーやアメリカのデュポン社とは関連性は無い（デュポンは一般的なフランス系の姓である）。

## 歴史
1872年、シモン・ティソ・デュポンによって設立。シモンは職人を雇い、高級皮革製品の工房を構え、高級官僚向けに、イニシャルを刻印した折りたたみ式の札入れや「モロッコ革」のブリーフケースなどを主に製作していた。ほどなく、パリ1区リヴォリ通り沿いにあったルーヴル百貨店 (fr) の正式納入メーカーとなった。
20世紀初め、シモンの息子アンドレ・デュポンとルシアン・デュポンの兄弟は、一点物の旅行用鞄を製造。豪華でオリジナリティにあふれた鞄は世界中の上流階級に支持された。
1935年頃から、現在でも有名な金属部分に純正漆を施した製品を販売し始める。
第二次世界大戦の開戦により、旅行用鞄の注文を受けられなくなったため、1941年、アンドレ・デュポンは最初のポケット・オイル・ライターを発明した。1952年に炎を調節できるガス・ライターを発表し特許を取得した。何よりも特徴的なのが独特の「キーン」という開閉音である。
1973年、高級万年筆を発表した。
2018年、パリ8区モンテーニュ大通りからヴァンドーム広場北側を走るパリ2区ラ・ペ通り10番地に路面店を移転した。

## 主な製品
- 万年筆
- ペン
- ライター
- 皮革製品
- 眼鏡
- 宝飾品
- 香水
- 喫煙具（スモーキングパイプ）

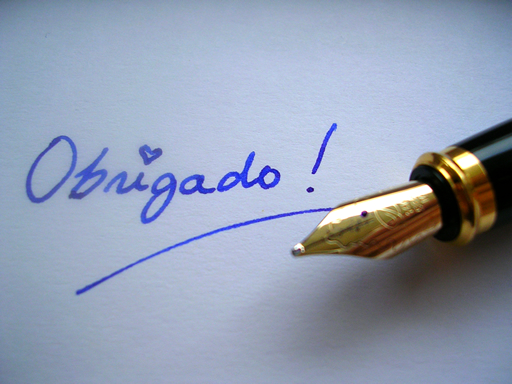

注：香水、眼鏡は日本国内のデュポン直営店での販売は無い。パイプは1970年代の極僅かな時期の生産で、現在では撤退している。